# Comedy rock
Comedy rock – nurt w muzyce rockowej. 
Znany jest jako muzyka rockowa z wątkami satyry i ironii (objawiającej się przede wszystkim w tekstach, ale również w zabawnych odgłosach podczas grania na zwykłych instrumentach). Przedstawiciele nurtu: Tenacious D, The Offspring, Bloodhound Gang. W Polsce jednymi z przedstawicieli tego gatunku są zespoły Big Cyc, Elektryczne Gitary, Piersi, Nocny Kochanek, Łydka Grubasa czy Lej Mi Pół.